# Округ Луна (Њу Мексико)
Луна (енгл. Luna County) је округ у америчкој савезној држави Њу Мексико.

## Демографија
По попису из 2010. године број становника је 25.095, што је 79 (0,3%) становника више него 2000. године.
| Група             | 2000.          | 2010.          |
| Белци             | 9.921 (39,7%)  | 8.997 (35,9%)  |
| Афроамериканци    | 236 (0,9%)     | 288 (1,1%)     |
| Азијати           | 84 (0,3%)      | 119 (0,5%)     |
| Хиспаноамериканци | 14.435 (57,7%) | 15.423 (61,5%) |
| Укупно            | 25.016         | 25.095         |